# Lev Koulidjanov
Lev Aleksandrovitch Koulidjanov (en russe : Лев Александрович Кулиджанов), né le 19 mars 1924 à Tbilissi en Transcaucasie soviétique et mort le 17 février 2002 à Moscou, en Russie, est un réalisateur, un scénariste et un pédagogue soviétique et russe. Il est membre du Parti communiste depuis 1962.

## Biographie
Le père du futur réalisateur, Aleksandre Nikolaïevitch Koulidjanov, fut arrêté par le NKVD au mois de novembre 1937. Les circonstances de sa mort restent non élucidées. La mère, Ekaterina Dmitrievna Koulidjanova, est déportée au mois de décembre de la même année. Le jeune garçon reste avec la grand-mère. Son enfance se passe à Tbilissi. Très tôt il développe l'intérêt pour le théâtre, joue dans la troupe de son école et s'y essaie comme dramaturge et metteur en scène.
En 1942, Koulidjanov entame les études en cours du soir à l'université d'État de Tbilissi, tout en travaillant à l'usine d'armement. 
Il arrive à Moscou en 1944 et passe le concours d'entrée de l'Institut national de la cinématographie (le VGIK). Il est admis dans la classe de Grigori Kozintsev. Toutefois les difficultés matérielles ont raison de sa santé. Il rentre à Tbilissi où il fait connaissance de sa future épouse Natalia Fokina. Il réussit à revenir et reprendre ses études en 1948, cette fois chez Tamara Makarova et Sergueï Guerassimov. Diplômé, il débute à Gorki Film Studio, avec l'adaptation des Dames d'Anton Tchekhov co-réalisé avec Genrikh Oganessian en 1955.
Koulidjanov se distingue au festival panrusse du cinéma de Moscou dans la catégorie "Prix spéciaux pour les films de 1958" décerné pour la fiction La Maison où je vis (1957).
Il participe au Festival de Cannes à deux reprises. En 1959, avec le film La Maison natale et en 1962, avec le film Quand les arbres étaient grands. En 1970, son adaptation du Crime et Châtiment réalisé en 1969 est projetée à la Mostra de Venise.
Lev Koulidjanov est professeur à l'Institut national de la cinématographie en 1977 et en devient directeur en 1985. Élu secrétaire général de l'Union des cinéastes d'URSS en 1965 il remplace à ce poste Ivan Pyriev. En 1986, après avoir été démis de ses fonctions, il quitte l'Union des cinéastes. 
En 1966-1989, Koulidjanov fut député du Soviet des nationalités et candidat du Comité central du Parti communiste de l'Union soviétique en 1976-1990.
On lui remet le prix du président de la fédération de Russie au 10e festival Kinotavr en 1999. 
Le cinéaste est décédé à Moscou, il est inhumé au cimetière de Kountsevo.

## Honneurs
- Prix des frères Vassiliev pour le film  Crime et Châtiment
- Ordre du Drapeau rouge du Travail en 1974
- Artiste du peuple de l'URSS en 1976
- Lauréat du prix Lénine en 1982 pour le film Karl Marx. Les jeunes années (ru) (Карл Маркс. Молодые годы) (1980)
- Citoyen d'honneur de la ville de Tbilissi depuis 1983
- Héros du travail socialiste en 1984
- Ordre du Mérite pour la Patrie le 19 mars 1999

## Filmographie
- 1954 : Les Dames (Дамы, Damy)
- 1956 : C’est ainsi que tout a commencé (ru) (Это начиналось так..., Eto nachinalos tak...)
- 1957 : La Maison où je vis (Дом, в котором я живу, Dom, v kotorom ia jivou)
- 1959 : La Maison natale (Отчий дом, Otchiy dom)
- 1959 : La Photographie perdue (ru) (Потерянная фотография, Poteryannaya fotografiya)
- 1962 : Quand les arbres étaient grands (Когда деревья были большими, Kogda derevya byli bolshimi)
- 1963 : Le Cahier bleu (ru) (Синяя тетрадь, Sinyaya tetrad)
- 1970 : Crime et Châtiment (Преступление и наказание, Prestuplenie i nakazanie)
- 1972 : Le Moment de gloire (Звездная минута, Zvezdnaya minuta) — Documentaire
- 1980 : Karl Marx, la jeunesse (ru) (Карл Маркс . Молодые годы,  Karl Marx. Molodye gody) — Mini-série
- 1991 : Mourir n'est pas effrayant (ru) (Умирать не страшно, Umirat ne strashno)
- 1994 : Le Myosotis (ru) (Незабудки, Nezabudki)